# フィッシャーマンズ・ブルース
『フィッシャーマンズ・ブルース』とは、2014年12月20日と12月27日の２回に渡って、テレビ朝日「エンタメ・ファクトリー」枠にて放送された日本のドラマ。釣りを恋愛に見立て、釣られる魚の生態を擬人化して進行するオムニバスのコメディーである。

## あらすじ
釣りとは、恋愛に通ずるもの・・・気になるアノ人を、どうしても落としたい！！アノ人の“生態”を、事細かに分析していくとあの魚の姿がなんだかダブって見えてくる…「フィッシングmeetsラブストーリー」。

## キャスト

### 謎の男／ストーリーテラー
佐野史郎

#### 第一夜　♯１「彼の名はブラウントラウト」
賢ブラウン－永瀬匡
瀬戸内リカ－柳ゆり菜　

#### 第一夜　♯２「オコゼ女にご用心」
尾古瀬姫子－富山えり子
浮田まもる－萩野崇
石田洋一－中山卓也
美山ひとみ－杉ありさ　

#### 第二夜　♯１「サクラダイのひみつ」
大吾さくら－三津谷葉子
磯貝悟－磯村勇斗　
タケシ－シゲル　
ナンパ男－金子祐史

#### 第二夜　♯２「愛しのサヨリ」
細井小百合－市川由衣
浜田高志－山口大地　
岩崎－栗原類　
部長－中根徹　

## スタッフ
- 脚本 - 嶋田うれ葉
- 構成／スーパーバイザー - 小林偉
- 演出 - 高橋伸之
- プロデューサー - 池田邦晃（テレビ朝日）　伊藤達哉（メディアミックス・ジャパン）
- 制作協力 - メディアミックス・ジャパン
- 製作著作 - テレビ朝日